# Jeney Zoltán (író)
Jeney Zoltán (Budapest, 1973. február 18. –) író és műfordító.

## Életpályája
Tanulmányait az Eötvös Loránd Tudományegyetem bölcsészettudományi karán végezte francia szakon, ahol Vajda András műfordítás szemináriuma fordította véglegesen a fordítás felé, majd a Sorbonne Nouvelle egyetemen doktorált reneszánsz és középkori francia irodalomból, „co-tutelle” képzés keretében. Az Eötvös Kollégiumban kijárta Lator László műfordítás iskoláját is. Dolgozott rajzfilmstúdióban, egyetemi könyvtárban és óraadó tanárként 2008-ig az ELTE BTK francia tanszékén. Két és fél évig a Párizsi Magyar Intézet tudományos titkára és számos rendezvény szervezője, közreműködője volt. 2014-ben a Petőfi Irodalmi Múzeum irodavezetője. 2023. óta szabadúszó író, fordító.
1995. óta jelennek meg fordításai antológiákban, folyóiratokban, valamint önálló kötetekben. Fordítóként részt vett A tavaszidő édessége (Válogatás a középkor nyugat-európai szerelmi költészetéből) és az Udvariatlan szerelem költészeti antológiákban, ez utóbbit szerkesztette is.
Első saját regénye Rév Fülöp címmel jelent meg a Kolibri Kiadónál 2012-ben, majd 2013-ban követte a folytatás, a Rév Fülöp Fajszföldön és 2014-ben jelenik meg következő, harmadik része. Az első kötet színházi átiratának ősbemutatója 2014. októberében kerül bemutatásra a Pesti Magyar Színházban, ahol az augusztusban Őze Áron által – gyermekelőadások alapjául szolgáló új magyar írások megrendelésére és fejlesztésére – alapított Csukás István-díj kuratóriumának is tagja.
Tagja továbbá a Műfordítók Egyesületének.

## Művei
- Hongroiseries; ill. Vona Krisztina; Institut hongrois de Paris, Paris, 2010
- Rév Fülöp. Balatóniai lovagregény; ill. Haránt Artúr; Kolibri, Bp., 2012
- Rév Fülöp Fajszföldön; ill. Haránt Artúr; Kolibri, Bp., 2013
- Rév Fülöp és Nyár Lőrinc; ill. Haránt Artúr, Fórizs Gergely; Kolibri, Bp., 2014
- Balatoni kacsavész; ill. Baranyai (b) András; Lampion, Bp., 2022.

### Fordításai
- Joachim Du Bellay: Panaszok / Róma régiségei; ford., jegyz. Jeney Zoltán; Palimpszeszt Kulturális Alapítvány, Bp., 2000; 166 p. (Palimpszeszt könyvek) ISBN 9630033216 [6]
- Loys Bourgeois: A muzsika igaz útja; ford. Jeney Zoltán; Draskóczy L., Bp., 2003, 76 p. ISBN 9789634307822
- Thoinot Arbeau: Orchesographia, avagy a tánc mestersége; ford. Jeney Zoltán; PRAE.HU-Arbeau Art Bt., Bp., 2009; 219 p. ISBN 9789638820532
- A Szent Grál felkutatása; ford. Jeney Zoltán; L'Harmattan–Könyvpont, Bp., 2017
- Eustache Deschamps - Oswald von Wolkenstein: A két szőrösfülű; ford. Győrei Zsolt és Jeney Zoltán; Tempevölgy, Balatonfüred; 2023; 216 p.

## Díjai
- Lázár Ervin mesedarab pályázat megosztott második díja (elsőt nem osztottak), Pécsi Nemzeti Színház és a Jelenkor irodalmi folyóirat, Rév Fülöp című regény dramatizált változata – 2012[7]
- Szekeres György Műfordítói Emlékérem – 2019
- HUBBY - Év Gyerekkönyve Díj, (6-12 éves kategória), A Balatoni kacsavész című könyvért – 2023